# Leptovanua obiensis
Leptovanua obiensis är en insektsart som beskrevs av Melichar 1914. Leptovanua obiensis ingår i släktet Leptovanua och familjen Tropiduchidae. Inga underarter finns listade i Catalogue of Life.